# 엘브칼레뷔시

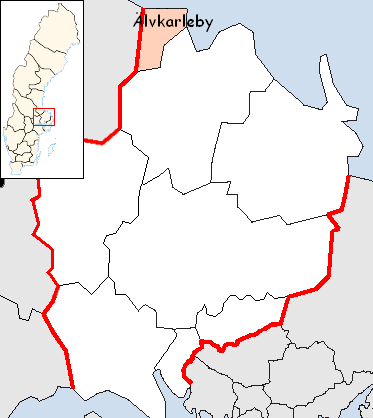
엘브칼레뷔 시의 위치

엘브칼레뷔시(스웨덴어: Älvkarleby kommun)는 스웨덴 웁살라주에 위치한 지방 자치체로 행정 중심지는 스쿳셰르이며 면적은 614.13km2, 인구는 9,445명(2016년 12월 31일 기준), 인구 밀도는 15명/km2이다.

시 문장